# Finlands damlandslag i ishockey
Finlands damlandslag i ishockey (även kallat Naisleijonat eller Damlejonen) representerar Finland i ishockey på damsidan, och spelade sin första landskamp i Köpenhamn den 26 december 1988 och besegrade då Norge med 6–0.

Finland vann 1989 första EM-turneringen i ishockey för damer.
Finland vann brons i sex VM i rad och ett olympiskt spel (1998) från det första världsmästerskapet för damer 1990, före 2001 då Finland förlorade VM-bronsmatchen mot Ryssland, och året därpå även den olympiska bronsmatchen mot Sverige. Finland har hittills endast missat en semifinal i OS, i Sotji 2014 då Finland slogs av Sverige i kvalmatchen till semifinal, och var utöver Kanada och USA, det enda landslaget som nått semifinal i samtliga världsmästerskap, före Danmarks-VM 2022 då Finland slogs i kvartsfinalen av Tjeckien, som därmed nådde semifinal för första gången, genom att avgöra med 2–1 sudden death bara 41 sekunder in i förlängningen. I hemma-VM 2019 nådde Finland sin hittills enda final, där de dock förlorade mot de 4-faldigt regerande världsmästarinnorna USA efter straffslag, efter att ha vunnit med 4–2 i semifinalen mot (blivande bronsmedaljörerna) Kanada, som för första gången någonsin missade en final.

## Profiler
- Sari Fisk
- Noora Räty
- Emma Terho
- Karolina Rantamaki
- Tiia Reima
- Meeri Räisänen